# 触螳属
触螳属（学名：Antemna），也称安登奈螳属，为螳科的一个属。

## 下属物种
本属包括以下物种：
- 强盗安登奈螳 Antemna rapax Stal, 1877